# Harald Amberntson
Gustav Harald Amberntson, född 26 november 1889 i Göteborg, död 21 januari 1976 i Västra Frölunda, var en svensk friidrottare. Han vann SM-guld på 4 x 100 meter 1908. Han tävlade för Örgryte IS.